# Yūko Nakanishi
Yūko Nakanishi (jap. 中西悠子 Nakanishi Yūko, ur. 24 kwietnia 1981 w Ikeda) - była japońska pływaczka, specjalizująca się w stylu motylkowym.
Brązowa medalistka igrzysk olimpijskich w Atenach na dystansie 200 m stylem motylkowym (oprócz tego 14. miejsce na 100 m motylkiem), uczestniczka igrzysk olimpijskich z Sydney (7. miejsce na 200 m delfinem) oraz Pekinu (18. miejsce na 100 i 5. miejsce na 200 m stylem motylkowym). Dwukrotna brązowa medalistka mistrzostw świata z Barcelony i Montrealu na 200 m motylkiem.
Była rekordzistka świata na 200 m stylem motylkowym na krótkim basenie (25 m).